# Mond Mond Mond (Fernsehserie)
Mond Mond Mond ist eine zehnteilige Jugendserie, die vom 9. Januar bis 13. März 1977 sonntags wöchentlich im Kinderprogramm des ZDF ausgestrahlt wurde. Sie beruht auf dem gleichnamigen Buch von Ursula Wölfel, das 1962 veröffentlicht worden war. Regie führte Imo Moszkowicz, das Drehbuch stammte von Andrea Wagner.

## Handlung
Kurz nach dem Ende des Zweiten Weltkrieges in Deutschland. Die achtjährige Pimmi und ihre 15-jährige Schwester Nauka sind Mädchen aus der Roma-Minderheit, die ihre Familie bei einer Polizeirazzia im Steinbruch, dem Lagerplatz ihrer Gruppe, aus den Augen verloren haben. Es beginnt eine abenteuerliche Suche nach ihren Verwandten. Pimmi vertraut darauf, dass der Mond ihnen den Weg weisen wird.
Zunächst finden sie den alten Panelon wieder, der auf der Suche nach den roten Felsen ist. Dabei erfahren sie etwas über das Schicksal seiner Familie während der nationalsozialistischen Besatzung in Frankreich. Dann stößt Mateo, der Sohn Panelons, zu ihnen und erzählt, dass die Männer der Gruppe wieder freigelassen wurden. Man erreicht den gemeinsamen Lagerplatz und macht sich auf den Weg nach Saintes-Maries-de-la-Mer zur Wallfahrt zur Schwarzen Sara. Nach vielen Schwierigkeiten und Abenteuern heiratet Nauka schließlich den Puppenspieler Mateo.

## Episoden
1. Pimmi und Nauka
2. Sara und Maki
3. Panelon und Ringelblume
4. Die glatt gebügelte Erde
5. Die Roten Felsen
6. Heimkehr ins Lager
7. Ein Schlüssel für Pimmi
8. Ein Winter voller Geheimnisse
9. Das Tor zum Glück
10. Das Sara-Fest

## Veröffentlichung
Die Serie ist in der ZDF Flimmerkiste – Vier komplette Kinder-Klassiker in einer Box![8 DVDs] zusammen mit den Serien Die drei Klumberger (1977), Merlin – Die komplette Serie (1979) und Unterwegs nach Atlantis (1981) seit Oktober 2011 erhältlich.